# 阿瓜佩伊河畔桑托波利斯
阿瓜佩伊河畔桑托波利斯是巴西圣保罗州的一个市镇。总面积127.545平方公里，总人口4008人，人口密度31.4人/平方公里。